# Jameln

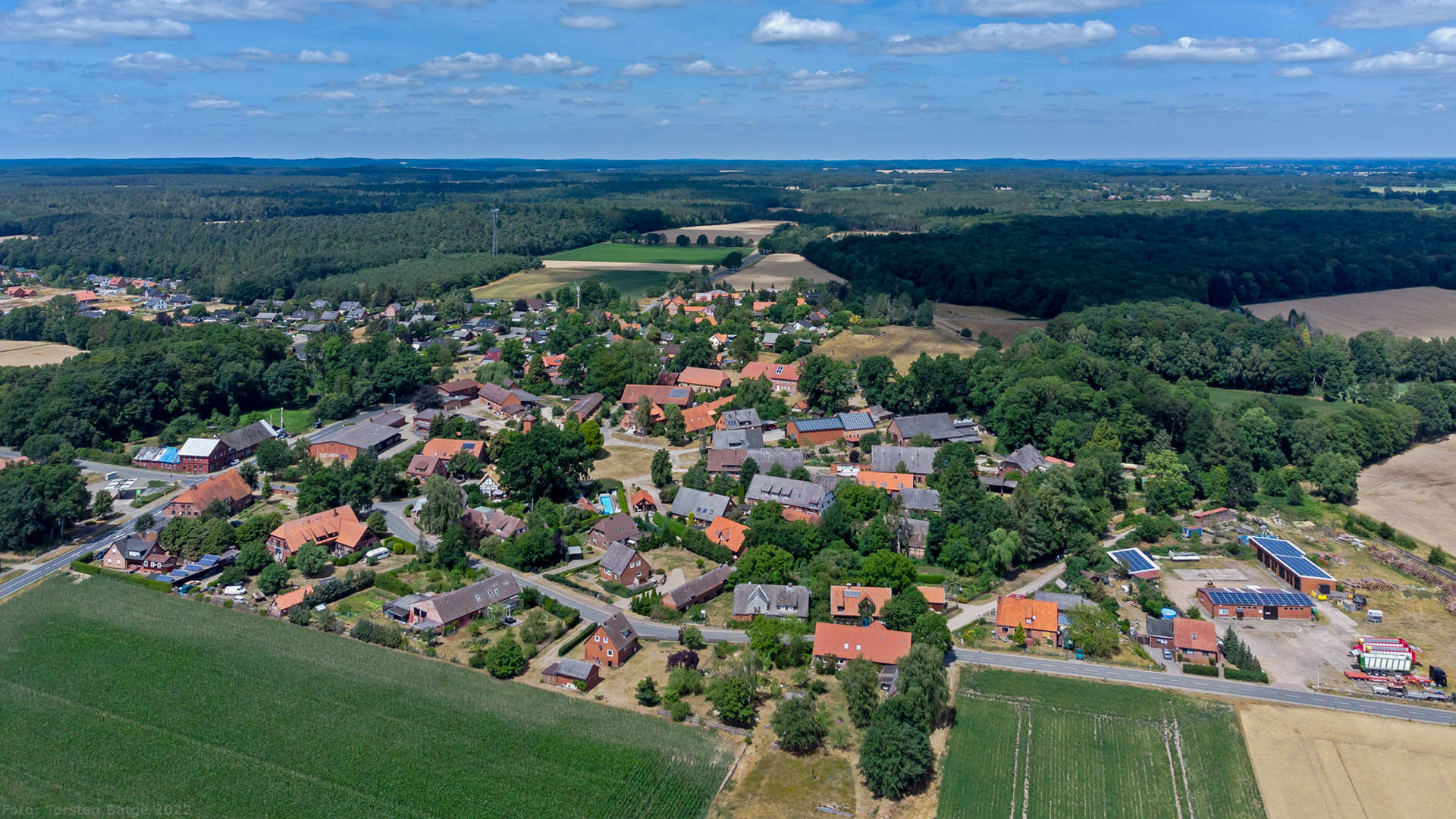
Jameln (Als Kugelpanorama anzeigen)

Jameln ist eine Gemeinde im Landkreis Lüchow-Dannenberg in Niedersachsen; sie ist Teil der Samtgemeinde Elbtalaue.

## Gemeindegliederung
Die Gemeinde Jameln besteht seit der Gemeindegebietsreform von 1972 aus zehn Ortsteilen. Zusätzlich existieren die drei Wohnplätze: Hoheluft, Jamelner Mühle und Krammühle. Der Hauptort der Gemeinde Jameln ist Breselenz.
- Breese im Bruche
- Breselenz (Hauptort der Gemeinde)
- Breustian
- Jameln
- Langenhorst
- Mehlfien
- Platenlaase
- Teichlosen
- Volkfien
- Wibbese
  - Hoheluft
  - Jamelner Mühle
  - Krammühle

Vor dem Jahr 1972 gehörte Hoheluft zur Gemeinde Volkfien; Jamelner Mühle zur Gemeinde Jameln sowie Krammühle zur Gemeinde Breselenz.
Hauptort der Gemeinde ist Breselenz mit rund 450 Einwohnern.

## Eingemeindungen
Am 1. Juli 1972 wurden die Gemeinden Breese im Bruche, Breselenz, Breustian, Jameln (alte Gemeinde), Langenhorst, Mehlfien, Platenlaase, Teichlosen, Volkfien und Wibbese in die neue Gemeinde Jameln eingegliedert. Der Grund für die überraschende Namensgebung liegt in einem Kompromiss der ehemaligen Gemeinden Breselenz und Jameln, wonach Breselenz aufgrund der Lage der Schule, der Kirche und des Namens des Sportvereines auf sein Vorrecht verzichtet hat. Der Ort blieb jedoch das Zentrum der Gemeinde.
Zwischen den beiden zentralen Ortschaften liegen die Neubaugebiete Dobro (Jameln) und Zieleitz (Breselenz). Mit zunehmender Bebauung des Neubaugebietes Zieleitz II werden beide Orte zu einer Ortslage zusammenwachsen. Nach der Ausweisung des neuen Breselenzer Bauabschnitts Zieleitz III wird die Orte nur noch ein schmaler Grünstreifen trennen.

## Politik

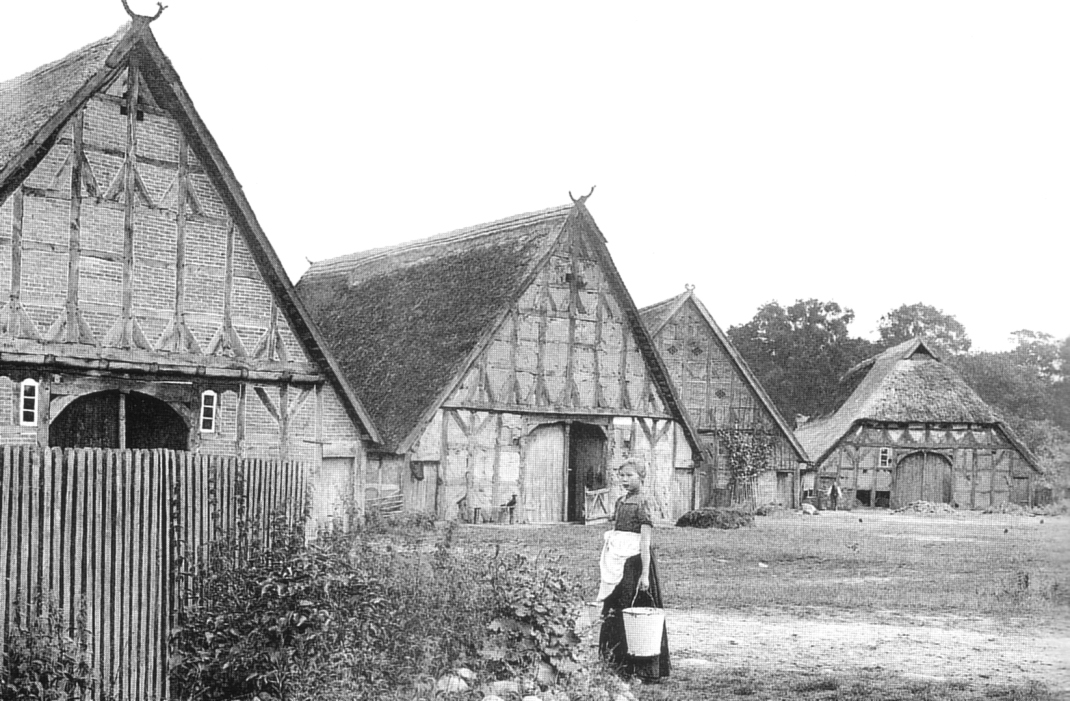
Der Rundling Jameln, 1903

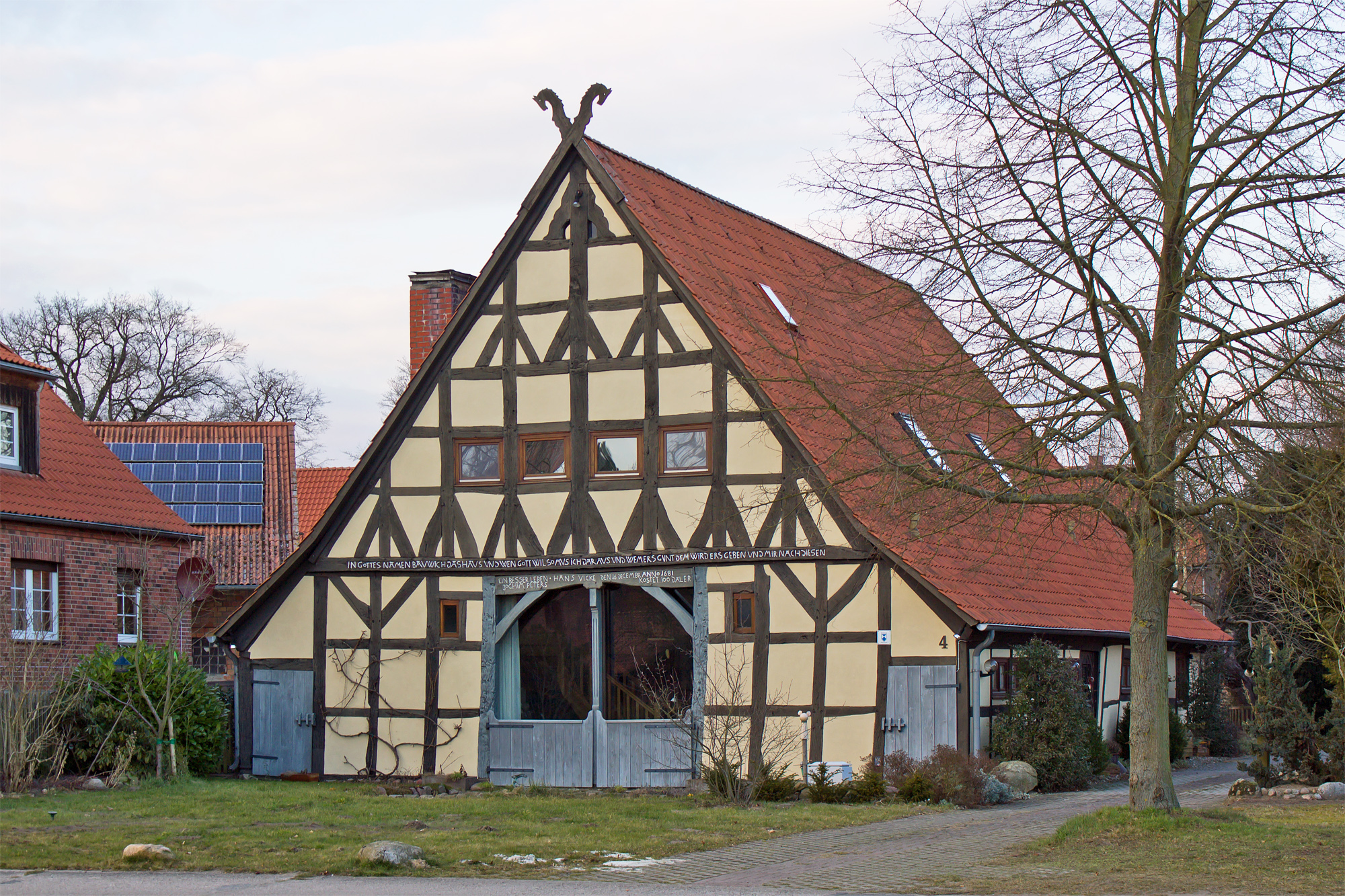
Hallenhaus von 1681 im Rundling von Jameln

Die Gemeinde Jameln gehört zum Landtagswahlkreis 48 Elbe und zum Bundestagswahlkreis 38 Lüchow-Dannenberg – Lüneburg.

### Gemeinderat
Der Rat der Gemeinde Jameln setzt sich aus elf Mitgliedern zusammen. Die Ratsmitglieder werden durch eine Kommunalwahl für jeweils fünf Jahre gewählt.
Bei der Kommunalwahl 2021 ergab sich folgende Sitzverteilung:
| Gemeinderat 2021Insgesamt 11 Sitze - Grüne: 2 - SOLi: 2 - WGJ: 7 |

Vorherige Sitzverteilungen:
| Wahljahr                                                             | WGJ | ZJ | Gesamt |
| 2016                                                                 | 8   | 2  | 10     |
| __________________ WGJ: Wählergemeinschaft Jameln ZJ: Zukunft Jameln |     |    |        |

### Bürgermeisterin
Die Bürgermeisterin der Gemeinde Jameln ist Annemarie Gröning. Sie wurde am 11. Januar 2023 gewählt und löste den langjährigen Bürgermeister Udo Sperling ab.

## Religionen

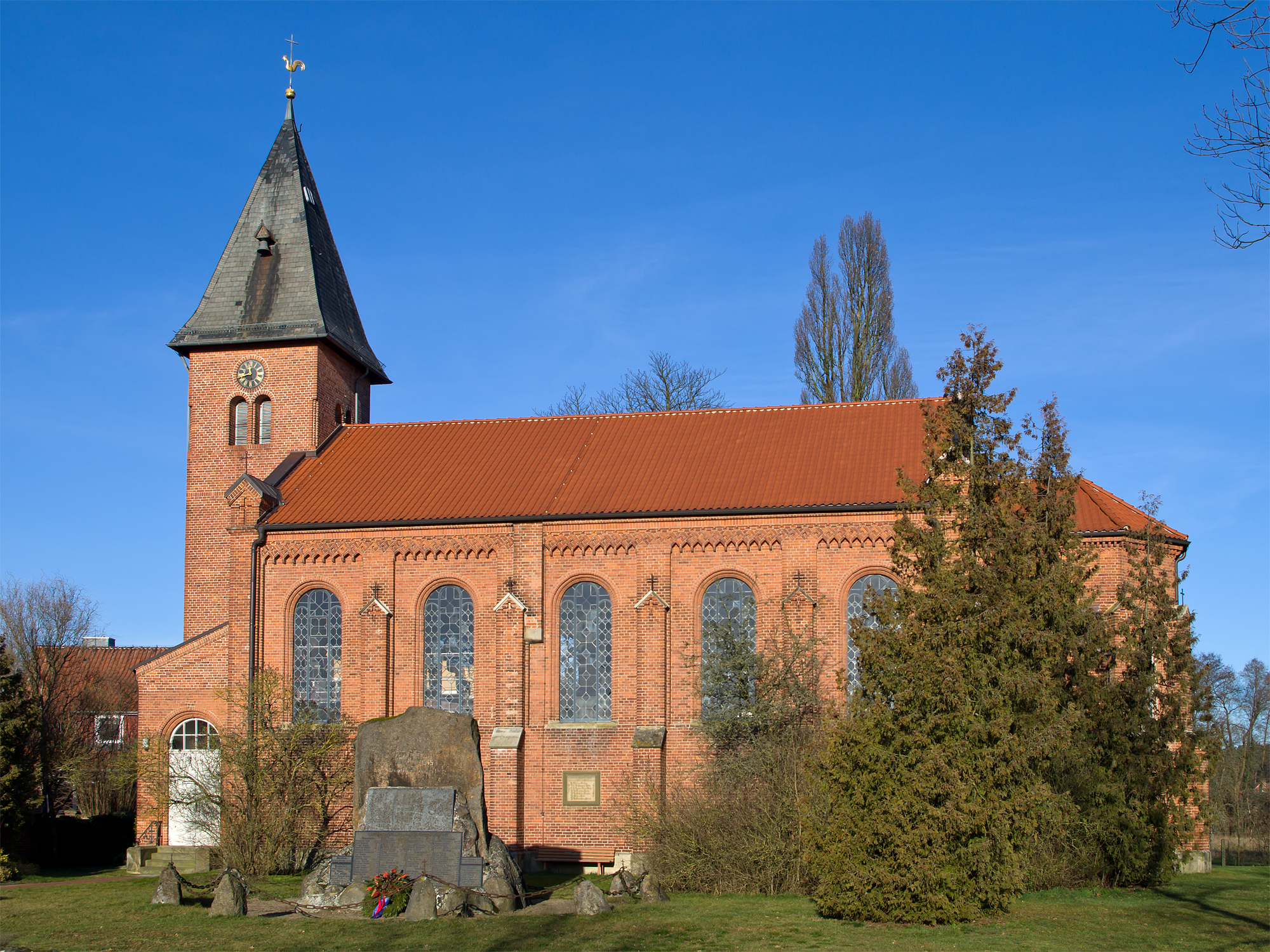
Kirche St. Martin in Breselenz

Die evangelisch-lutherische Kirchengemeinde Breselenz hat mit der Kirchengemeinde Riebrau ein gemeinsames Pfarramt in Riebrau. Sie gehört zum Kirchenkreis Lüchow-Dannenberg.

## Kultur und Sehenswürdigkeiten
In der Liste der Baudenkmale in Jameln stehen alle Baudenkmale der Gemeinde Jameln. In der Liste der Bodendenkmale in Jameln finden sich alle Bodendenkmale.

### Bauwerke

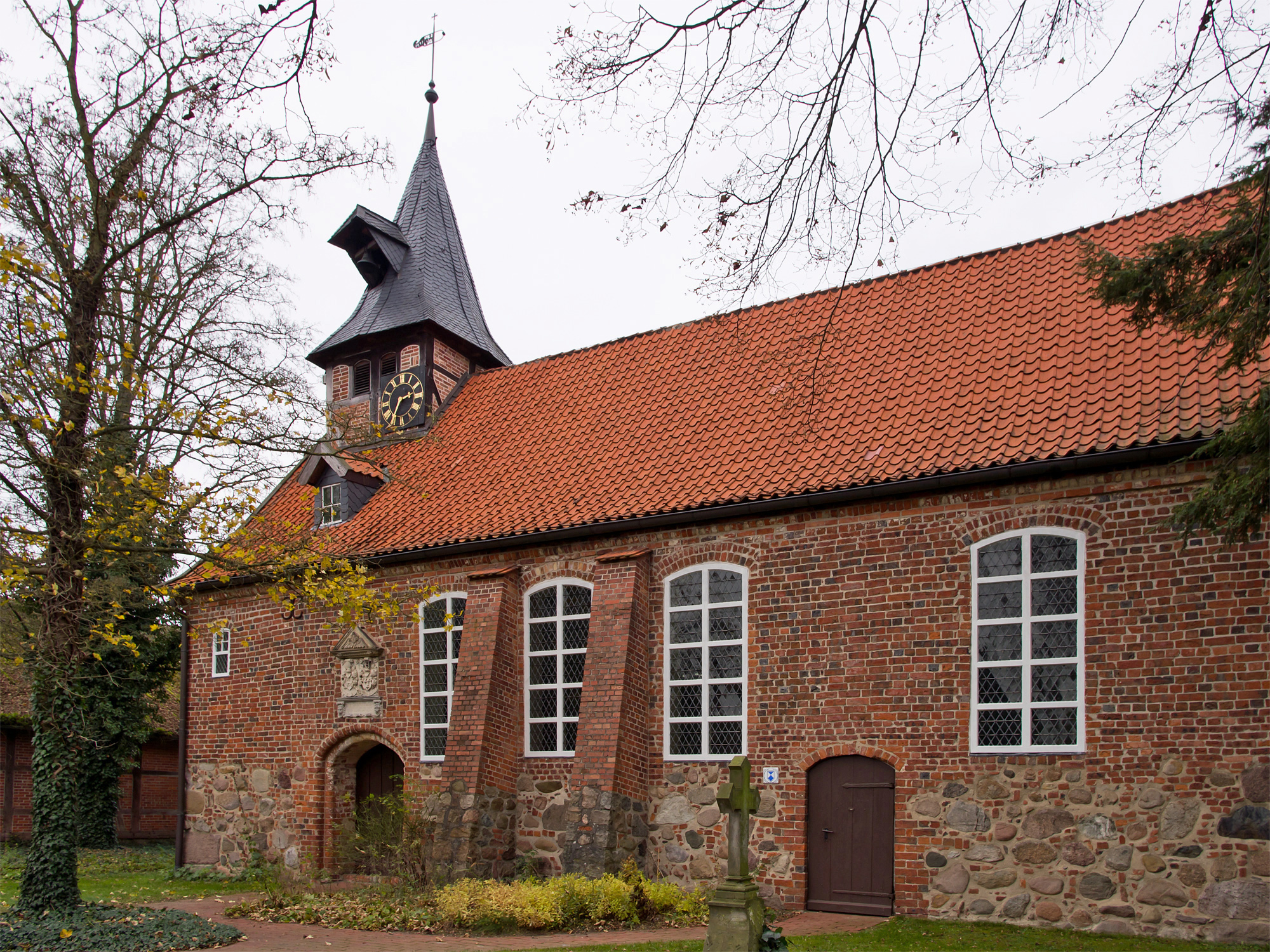
Gutskapelle Breese im Bruche

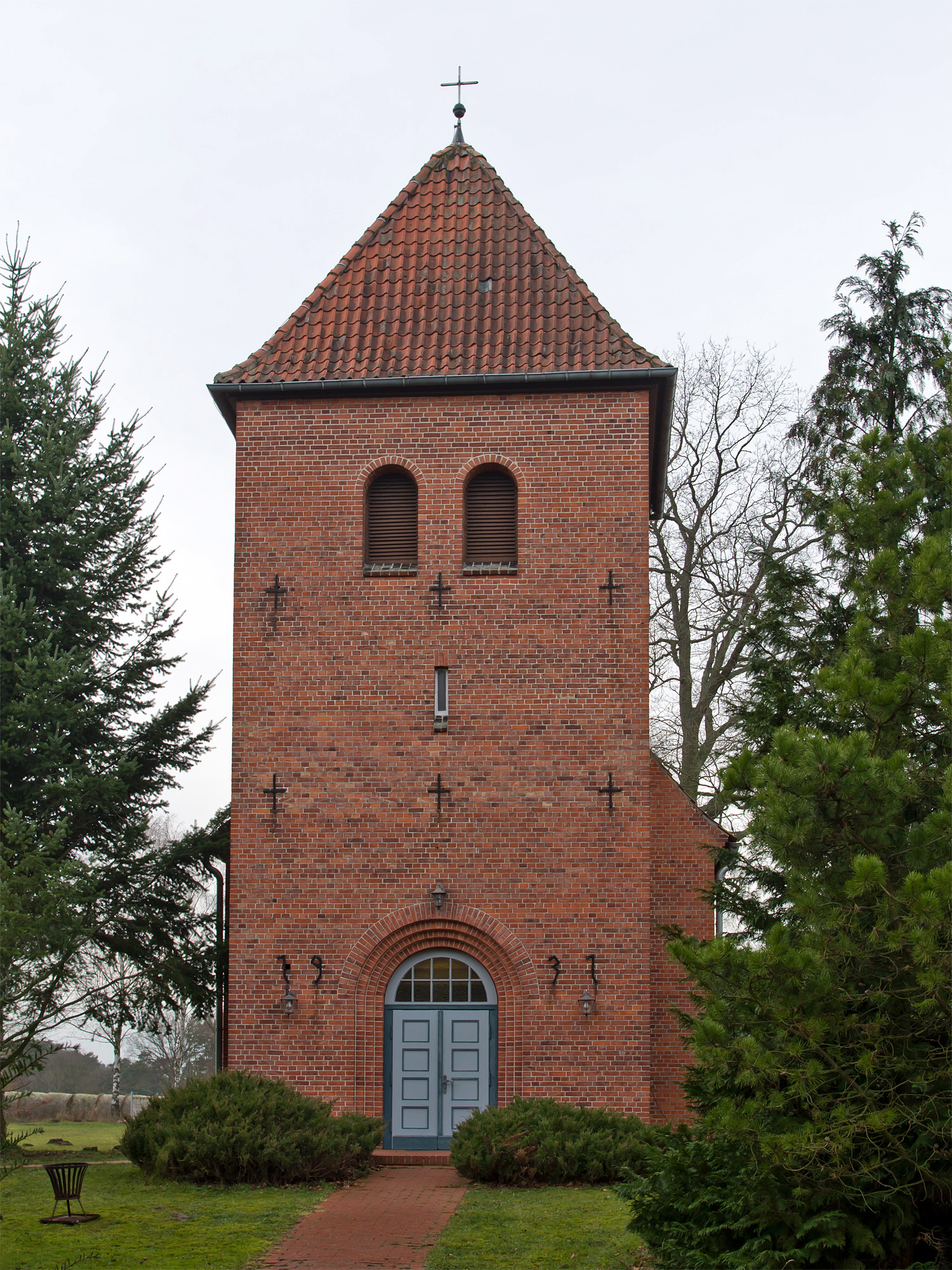
Kirche in Wibbese

Die Ortschaft Jameln zeichnet sich durch einen gut erhaltenen Rundling mit Dorfplatz und Rundlingsstraße aus. Diese Siedlungsform ist im Wendland in vielen Dörfern anzutreffen, die Mehrzahl allerdings ohne Ringstraße im Rundling.
Im Ortsteil Breese i. Bruche befindet sich die von Otto Grote 1592 erbaute Gutskapelle, die heute noch im Besitz der Familie von Grote ist. Die Kapelle ist ein bedeutender Kirchenbau im Landkreis Lüchow-Dannenberg, eines der nördlichsten Vertreter der Weserrenaissance. Ein rechteckiger Backsteinbau mit Fachwerksakristei im Osten und Dachreiter im Westen, die beiden Giebel mit Pilastern und Simsen gegliedert. Die Ausstattung besteht aus einer zweistöckigen, reich verzierten Empore, einem Taufstein von 1600, einem Kanzelaltar von 1717, Patronatsprieche von 1865 und einem aufwendigen Alabasterepitaph von 1631. Von Hans Gödeke wurde 1595 das hölzerne Tonnengewölbe völlig ausgemalt.
Sehenswert in Breselenz ist die 1859 erbaute neugotische Backsteinkirche St. Martin mit einem spätgotischen Marienaltar des 15. Jahrhunderts und der von Fritz v. d. Berge gespendeten Kanzel von 1600. Im Westturm hängt eine Glocke von 1458. Im Jahr 2007 wurde die Kirche renoviert. Dabei wurde die ursprüngliche Ausmalung des 19. Jahrhunderts wiederhergestellt.
Das ehemalige Herrenhaus in Breselenz, ein 1749 erbauter zweigeschossiger und einst repräsentativer Fachwerkbau, befindet sich heute in einem sehr schlechten und baufälligen Zustand.
In Wibbese wurde 1931 auf einer Anhöhe über dem Dorf eine neue Backsteinkirche erbaut. Neben dem schlichten Altar stehen geschnitzte mittelalterliche Heiligenfiguren. Das Altarbild wurde vom in Bellahn ansässigen Maler Arnold Weber gemalt. In der Kirche finden regelmäßig Gottesdienste nach der Ordnung von Taizé statt.

### Regelmäßige Veranstaltungen
Die Gemeinde ist kreisweit bekannt für ihre beiden Karnevalsfeste (Breselenz und Jameln).

## Wirtschaft und Infrastruktur
In der Gemeinde gibt es, außer der Raiffeisen-Warengenossenschaft, einigen Handwerks- und Gastronomie- und bäuerlichen Betrieben, keine größeren wirtschaftlichen Aktivitäten. In Jameln und im Ortsteil Volkfien wurden Biogasanlagen errichtet. Beide versorgen die Umgebung auch mit Fernwärme. So ist Volkfien komplett mit Fernwärme versorgt und wurde als Modelldorf Bioenergie ausgezeichnet.

### Verkehr
Durch die Gemeinde Jameln führt in Nord-Süd-Richtung die B 248 durch die Ortsteile Jameln und Platenlaase. Auf dieser verläuft die Buslinie Dannenberg–Lüchow.
Die Deutsche Regionaleisenbahn betreibt die Bahnstrecke Dannenberg–Lüchow, der Verkehr ruht allerdings. Der Bahnhof befindet sich am Südostrand Jamelns in Richtung Platenlaase.
Im Herbst 2005 wurde die bundesweit erste Tankstelle für Biogas eröffnet. Die vom Verein Regio-Aktiv geplante Biogasanlage wird in der Nähe der Genossenschaft (RWG Jameln; Am alten Bahnhof) entstehen und per Leitung mit der ebenfalls zur Genossenschaft gehörenden Tankstelle an der Bundesstraße 248 am Ortsausgang Richtung Lüchow verbunden.

### Feuerwehr
Die Freiwillige Feuerwehr Jameln sorgt für den Brandschutz und die allgemeine Hilfe als Stützpunktfeuerwehr und durch die Mitwirkung der Feuerwehr Volkfien.

## Persönlichkeiten
- Bernhard Riemann (1826–1866), Mathematiker, bahnbrechende Erkenntnisse in der Analysis, Differentialgeometrie, mathematischen Physik und der analytischen Zahlentheorie, wurde in Breselenz geboren.